# Abraxas fasciata
Abraxas fasciata là một loài bướm đêm trong họ Geometridae.